# 대한민국 민법 제704조
대한민국 민법 제704조는 조합재산의 합유에 대한 민법 채권법 각칙의 조문이다.

## 조문
제704조(조합재산의 합유) 조합원의 출자 기타 조합재산은 조합원의 합유로 한다.

第704條(組合財産의 合有) 組合員의 出資 其他 組合財産은 組合員의 合有로 한다.

## 비교 조문
일본민법 제668조(조합재산의 공유) 각 조합원의 출자 기타의 조합재산은 총조합원의 공유에 속한다.

## 참고 문헌
- 오현수, 일본민법, 진원사, 2014. ISBN 9788963463452
- 오세경, 대법전, 법전출판사, 2014 ISBN 9788926210277
- 이준현, LOGOS 민법 조문판례집, 미래가치, 2015. ISBN 9791155020869

## 같이 보기
- 조합